# Woo Seung-jae
Woo Seung-jae (* 26. Juli 1986) ist ein südkoreanischer Ringer. Er gewann bei der Weltmeisterschaft 2013 eine Bronzemedaille im griechisch-römischen Stil im Federgewicht.

## Werdegang
Woo Seung-jae bevorzugt den griechisch-römischen Stil. Er ringt im Federgewicht und kam erst im Alter von 24 Jahren erstmals zu einem Einsatz für Südkorea bei einer internationalen Meisterschaft. Sein härtester Konkurrent in Südkorea ist Jung Ji-hyun, an dem er nur selten vorbeikam.
Sein erster Start bei einer internationalen Meisterschaft war die Teilnahme bei der Asienmeisterschaft 2010 in Neu-Delhi. Er belegte dort hinter dem Chinesen Shen Jiang den 2. Platz. Bei der Asienmeisterschaft 2011 in Taschkent erreichte er im Federgewicht nur den 7. Platz. Eine Bronzemedaille gewann Woo Seung-jae bei der Asienmeisterschaft 2012 in Gumi/Südkorea. Bei der südkoreanischen Qualifikation für die Olympischen Spiele 2012 in London scheiterte er an Jung Ji-hyun.
Im September 2013 wurde er dann erstmals bei einer Weltmeisterschaft eingesetzt. In Budapest erkämpfte er sich dabei mit Siegen über Kamran Mammadow, Aserbaidschan, Tobias Fonnesbek, Dänemark und Jesse David Thielke, Vereinigte Staaten, einer Niederlage gegen Iwo Angelow, Bulgarien und einem Sieg über Edward Barsegjan aus Polen eine Bronzemedaille.

## Internationale Erfolge
| Jahr | Platz | Wettbewerb                               | Gewichtsklasse | Ergebnisse |
| 2010 | 2.    | Asienmeisterschaft in New Delhi          | Feder          | hinter Shen Jiang, China, vor Sanjarbek Schumaschew, Usbekistan und Ravinder Singh, Indien |
| 2011 | 7.    | Asienmeisterschaft 2011 in Taschkent     | Feder          | Sieger: Almat Kebispajew, Kasachstan vor Bhariya Anil Kumar, Indien |
| 2011 | 3.    | FILA-Test-Turnier in London              | Feder          | hinter Aslan Abdullin, Russland und Tarik Belmadani, Frankreich |
| 2012 | 3.    | Asienmeisterschaft in Gumi/Südkorea      | Feder          | hinter Yerbol Koniratow, Kasachstan und Kazuma Kuramoto, Japan |
| 2012 | 5.    | Welt-Cup in Saransk                      | Feder          | hinter Omid Haji Noroozi, Iran, Artur Mkrtchjan, Armenien, Sakit Jalilow, Aserbaidschan und Almat Kebispajew                                                                                        |
| 2012 | 1.    | Präsidenten-Cup von Kasachstan in Astana | Feder          | vor Almat Kebispajew, Elmurat Tasmuradow, Usbekistan und Yerbol Koniratow |
| 2013 | 3.    | WM in Budapest                           | Feder          | nach Siegen über Kamran Mammadow, Aserbaidschan, Tobias Fonnesbek, Dänemark und Jesse David Thielke, USA, einer Niederlage gegen Iwo Angelow, Bulgarien und einem Sieg über Edward Barsegjan, Polen |

Erläuterungen
- alle Wettkämpfe im griechisch-römischen Stil
- WM = Weltmeisterschaft
- Federgewicht, Gewichtsklasse bis 60 kg Körpergewicht (bis 31. Dezember 2013; seit 1. Januar 2014 gilt eine neue Gewichtsklasseneinteilung durch den Ringer-Weltverband FILA)